# Jack il ricattatore
Jack il ricattatore (Shakedown) è un film del 1950 diretto da Joseph Pevney.
È un film noir a sfondo drammatico statunitense con Brian Donlevy, Howard Duff e Peggy Dow.

## Produzione
Il film, diretto da Joseph Pevney su una sceneggiatura di Martin Goldsmith e Alfred Lewis Levitt con il soggetto di Nat Dallinger e Don Martin (autori della storia intitolata The Red Carpet), fu prodotto da Ted Richmond per la Universal International Pictures e girato negli Universal Studios a Universal City in California. Il titolo di lavorazione fu The Magnificent Heel. La produzione aveva inizialmente affidato la regia a Joseph Pevney (che interpreta anche un piccolo ruolo nel film, il suo ultimo ruolo da attore).

## Distribuzione
Il film fu distribuito con il titolo Shakedown negli Stati Uniti dal 1º settembre 1950 al cinema dalla Universal International Pictures.
Altre distribuzioni:
- in Svezia il 12 febbraio 1951 (En kupp i undre världen)
- in Finlandia il 16 febbraio 1951 (Kaappaus alamaailmasta)
- nelle Filippine il 7 febbraio 1952
- in Portogallo il 22 aprile 1953 (A Última Reportagem)
- in Venezuela (El chantajista)
- in Germania Ovest (Ohne Skrupel)
- in Italia (Jack il ricattatore)

## Promozione
La tagline è: "His camera Was More Deadly Than A Gangster's Gun!".